# Zakochany Nowy Jork
Zakochany Nowy Jork (ang. New York, I Love You) – amerykańsko-francuski film kinowy z 2009.
Obraz jest fabularnym kolażem jedenastu filmów krótkometrażowych, wyreżyserowanych przez jedenastu filmowców reprezentujących różne szkoły i style. W rolach głównych wystąpiły sławy światowego kina. Film miał swoją światową premierę 5 lutego 2009. W polskich salach kinowych pojawił się 7 maja 2010.
Film został poświęcony brytyjskiemu dramaturgowi i reżyserowi Anthony’emu Minghelli.

## Opis filmu
Akcja filmu rozgrywa się w tytułowym Nowym Jorku, mieście wielokulturowym, wieloetnicznym. Autorzy przedstawili długi szereg historii miłosnych, które przeplatając się ze sobą, utworzyły obraz nowoczesnego miasta i mieszkającej w nim społeczności z punktu widzenia rodzącego się i dominującego ludzkimi sercami uczucia. W filmie jak w kalejdoskopie ukazano związki ludzi różnego statusu społecznego, różnego pochodzenia i języka, od historii drobnego złodziejaszka po obraz z życia rodziny ortodoksyjnych Żydów.

## Obsada
- Christina Ricci jako Camille
- Andy Garcia jako Garry
- Ethan Hawke jako pisarz
- Maggie Q jako dziewczyna do towarzystwa
- Himad Beg jako Indianin
- Taylor Geare jako Teya
- Eddie D'vir jako rabbi
- Emilie Ohana jako Zoe
- Shia LaBeouf jako Jacob
- Natalie Portman jako Rywka
- Hayden Christensen jako Ben
- Rachel Bilson jako Molly
- Robin Wright Penn jako Anna
- Chris Cooper jako Alex
- Julie Christie jako Isabelle
- Drea de Matteo jako Lydia
- Cloris Leachman jako Mitzie
- Bradley Cooper jako Gus
- John Hurt jako Kelner
- Qi Shu jako Chinka
- Blake Lively jako przyjaciółka
- Eva Amurri jako Sarah
- Eli Wallach jako Abe
- Justin Bartha jako nowojorczyk
- Burt Young jako właściciel
- Uğur Yücel jako malarz
- Sean T. Krishnan jako pracownik winiarni
- Simon Dasher jako gitarzysta
- Orlando Bloom jako David
- Nicholas Purcell jako nastolatek
- James Caan jako Riccoli
- Richard Chang jako Su
- Eliezer Meyer jako rabin Elli
- Vedant Gokhale jako kierowca
- Jeff Chena jako barman
- Juri Henley-Cohn	jako Ali
- Goran Višnjić jako mężczyzna na ławce
- Saul Williams jako raper
- Andy Karl jako Evan
- Duane Nakia Cooper jako haitański taksówkarz (niewymieniony w czołówce)
- Sinsu Co	jako dziewczyna w barze
- Carlos Acosta jako Dante
- Jordann Beal jako hostessa
- Kevin Cannon jako włóczęga
- Aron Charach jako młody chasyd
- Gary Cherkassky jako skater
- Robert Dawson Scott
- Adam Moreno jako DJ Blue
- Olivia Thirlby jako aktorka
- Jacinda Barrett jako Maggie
- Cesar De León jako Dominikańczyk
- Amy Raudenbush jako matka
- Rebecca Merle jako kelnerka
- Kimberly Dorsey jako dziewczyna
- Anton Yelchin jako chłopak w parku
- Harry L. Seddon jako biegacz (niewymieniony w czołówce)
- Max Robkoff jako chłopak na deptaku (niewymieniony w czołówce)
- Tanzeel Kayani jako Hindus (niewymieniony w czołówce)
- Youri Cho jako koreańska panna młoda (niewymieniony w czołówce)
- Adam S. Phillips jako biegacz (niewymieniony w czołówce)